# Oficina del Reich para la Inmigración Alemana, la Migración de Retorno y la Emigración

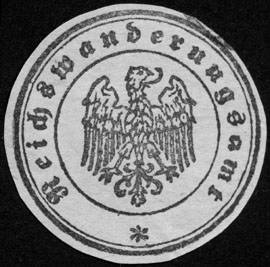
Sello de la Oficina.

La Oficina del Reich para la Inmigración Alemana, la Migración de Retorno y la Emigración, conocida también como «Oficina de Migración del Reich» era una autoridad del Ministerio del Interior del Reich en la época del Imperio alemán y la República de Weimar.
Existió del 7 de mayo de 1919 al 1 de abril de 1924. De 1897 a 1924 se requirió una consulta para los emigrantes del Reich alemán, esto tuvo lugar en las sucursales de la Oficina de Migración del Reich, por lo que se dedicó al control de la migración.